# Балджер, Джеймс (гангстер)
Джеймс Джозеф (Уайти) Балджер (англ. James Joseph «Whitey» Bulger; 3 сентября 1929[…], Бостон, Массачусетс — 30 октября 2018, United States Penitentiary, Hazelton, Престон, Западная Виргиния) — американский бандит, лидер ирландской криминальной группировки «Уинтер-Хилл» (1970—1980-е), причастен к 19 убийствам. Был осведомителем ФБР.

## Биография
Первый раз Балджер был арестован в 1943 году, когда ему было 14 лет. C 1956 по 1965 год он в основном сидел в тюрьме. В 1970-е Балджер стал сначала членом, потом главарем действовавшей в штате Массачусетс ирландской преступной группировки Winter Hill. Группировка занималась вымогательством, ростовщичеством, подпольным игорным бизнесом, ограблением грузовиков, торговлей оружием, крышеванием наркоторговли. В тот же период он стал информатором ФБР. Сотрудничество с правоохранительными органами он использовал для борьбы с конкурентами. Его информация позволила ФБР нанести серьезный ущерб двум мафиозным семьям Новой Англии — Патриарка и Анжиуло.
В 2011 году 81-летний Балджер был арестован вместе со своей подругой Кэтрин Грейг в скромной квартире, которую они снимали за $1145 в месяц. При обыске в квартире было найдено более 30 единиц огнестрельного оружия и наличные на сумму свыше 800 тыс. долл. На след Балджера удалось выйти благодаря объявлениям о розыске Грейг, распространявшимся в салонах красоты и клиниках пластической медицины. Награду 2 млн долл. получила опознавшая подругу мафиози дизайнер и инструктор по йоге Анна Бьорнсдоттир, «мисс Исландия» 1974 года.
В августе 2013 года Балджер был признан виновным в 11 убийствах и десятках других преступлений, многие из которых были совершены, когда он предположительно был информатором ФБР. Получил два пожизненных срока плюс пять лет за непосредственное участие в 11 убийствах.

### Убийство
В 2018 г. Балджер был переведён из тюрьмы особого режима в Аризоне в тюрьму во Флориде после того, как стало известно о его хороших отношениях с работавшей в тюрьме женщиной-психологом. В заключении он неоднократно подвергался взысканиям за нарушения дисциплины. 29 октября 2018 года Балджера опять перевели в новую тюрьму — в Западной Виргинии, причина — он угрожал убийством сотруднице тюрьмы. На следующий день, примерно через 12 часов после перевода, 89-летний Балджер был найден истекающим кровью, без сознания, его глазные яблоки вывалились из орбит. Охранники оказали ему первую помощь, но он, не приходя в себя, скончался. Как показало следствие, двое заключенных отвезли Балджера в инвалидном кресле в место, которое не просматривалось камерами наблюдения, и избили его навесным замком, положенным в носок. В числе подозреваемых в убийстве был Фотиос Геас, отбывающий пожизненное заключение за заказное убийство главаря преступной семьи Дженовезе.

## Семья
Старший брат политика Уильяма (Билли) Балджера (род. 1934), многолетнего председателя сената штата Массачусетс.
Билли Балджер вынужден был покинуть свой пост в сенате, после того, как стало известно о поддерживаемой связи его с беглым братом.
В течение 12 лет состоял в отношениях с Линдси Сир, официанткой и бывшей моделью, от которой у него был сын Дуглас Гленн Сир (1967-1973), который в возрасте шести лет умер от Синдрома Рея после аллергической реакции на инъекцию аспирина.

## В культуре
- «Отступники» — фильм 2006 года. Один из главных персонажей фильма — лидер бостонской мафии гангстер Фрэнк Костелло (Джек Николсон), прототипом которого является Джеймс Балджер.
- «Чёрная месса» — фильм 2015 года, в котором рассказывается о жизни Уайти Балджера. Роль Уайти исполняет Джонни Депп, роль Билли Балджера — Бенедикт Камбербэтч.